# Lihong
Lihong est un village de la région du Centre du Cameroun, situé dans la commune de Nguibassal. 

## Population et développement
En 1962, la population de Lihong était de 212 habitants. La population de Lihong était de 206 habitants dont 96 hommes et 111 femmes, lors du recensement de 2005.     